# Anatoli Alexejewitsch Nefedjew
Anatoli Alexejewitsch Nefedjew (russisch Анатолий Алексеевич Нефедьев, * 10. Novemberjul. / 23. November 1910greg. in Kamen am Ob; † 14. September 1976 in Kasan) war ein sowjetischer Astronom.

## Leben
Anatoli Alexejewitsch Nefedjew wurde am 23. November 1910 in der westsibirischen Stadt Kamen am Ob in der Region Altai geboren. Von 1931 bis 1938 studierte er an der physikalisch-mathematischen Fakultät der Universität Tomsk und ging anschließend an das Engelhardt-Observatorium der Universität Kasan. 1941 erhielt er mit einer Arbeit über die Bestimmung der Radien von Venus und Jupiter den Status eines Kandidaten der Wissenschaft.
Von 1944 bis 1958 war er stellvertretender Direktor des Observatoriums, ab 1958 bis zu seinem Lebensende dessen Direktor. 1959 erwarb er sich mit einer Dissertation über „Karten der Randzonen des Mondes über einem Nullniveau“ den Doktorgrad und wurde im selben Jahr als Professor für Astronomie bestätigt.
Nefedjew arbeitete vor allem über die Form und die Rotation des Mondes. Er bestätigte den schon von Jakowkin beschriebenen Effekt aus der Asymmetrie der südlichen Halbkugel und die bereits von Belkowitsch festgestellte Ungleichheit zwischen dem östlichen und westlichen Mondradius. Auf Basis seiner langjährigen Beobachtungsergebnisse bestimmte er Librationsparameter des Mondes.
Nefedjew war mit der Astronomin Antonina Iwanowna Nefedjewa (1921–2024) verheiratet.

## Veröffentlichungen
- Нефедьев, Анатолий Алексеевич: Происхождение Земли и планет (Entstehung der Erde und der Planeten). Kasan 1955 (russisch).
- Нефедьев, Анатолий Алексеевич: Карты рельефа краевой зоны Луны на общем нулевом уровне (Reliefkarten der Randzonen des Mondes über einem Nullniveau). Hrsg.: Universität von Kasan. Kasan 1958 (russisch).
- А. А. Нефедьев: Астрономия в Казанском университете в послеоктябрьский период (Astronomie in der Universität Kasan in der Zeit nach der Oktoberrevolution). In: Учен. зап. Казан. ун-та. Band 120, 1960, S. 87–109 (russisch, kpfu.ru [PDF]).

## Ehrungen
- 1950 wurde Nefedjew Mitglied der Internationalen Astronomischen Union (IAU).[3]
- 1954 wurde ihm das Ehrenzeichen der Sowjetunion verliehen.[2]
- Im Jahre 2009 benannte die Internationale Astronomische Union den Krater Nefed'ev offiziell nach Anatoli Alexejewitsch Nefedjew.[4]